# Thrinakia
Thrinakia is een eiland dat wordt genoemd in het 12e boek van de Odyssee van Homerus. Op het eiland graasden de runderen van de zonnegod Helios. De dieren werden verzorgd door Helios' dochter Lampetia. In de Odyssee worden de koeien echter opgegeten door de mannen van Odysseus. Zeus straft hen door ze te doden met bliksemschichten.